# 高橋和実
高橋 和実（たかはし かずみ、1970年12月10日 - ）は、エフエム群馬のラジオパーソナリティでエフエム鹿児島の元ラジオパーソナリティでもある。埼玉県出身。二つ名は「さすらいのドリブラー」。

## 概要
リスナーのイメージを崩さないよう、自分の顔出し出演は基本的に「画像NG（自主規制）」としている。
2008年6月には、インターネット掲示板2ちゃんねるに殺害予告を書き込まれたものの、犯人は後に逮捕。
既婚者でもあり、妻は148と同じエフエム群馬のワイド番組『G★FORCE』のパーソナリティで148のネタコーナー「ダメ男再生クラブ・女王蜂」のLinda様として出演した櫻井三千代である。また、和実は三千代の事をママちゃんと呼んでいる。
また、高橋和実の高はおおむね表記される簡単な方の高ではなく、難しい方の髙であり、正式名は髙橋和実である。

## 主な担当番組
- チャンネル148→続・チャンネル148（仮）→148neo
- オーレ！ザスパDX
- EXCITING THESPA
- 行くぜ！若宮 LOVE2電波部

| スタブアイコン | サブスタブ | この項目は、まだ閲覧者の調べものの参照としては役立たない、人物に関連した書きかけの項目です。この項目を加筆・訂正などしてくださる協力者を求めています（P:人物伝/PJ:人物伝）。 |